# Альвеолярные согласные

4 - альвеолярные

Альвеолярные согласные - согласные, которые образуются при касании языком альвеолярного отростка. Альвеолярный отросток - это передняя часть верхней челюсти, содержащая альвеолы - углубления, в которых находятся корни зубов. 
Различаются согласные, образующиеся соприкосновением с альвеолярным отростком кончика языка (апикальные) и его лопатки (ламинальные). В МФА для них нет особых символов (только общие для всех переднеязычных), для альвеолярной артикуляции используется нижнее подчёркивание (t, d, n, l
). [t] и [n] относятся к наиболее распространённым в языках мира согласным.